# Don Juan de Serrallonga
Don Juan de Serrallonga és una pel·lícula espanyola romàntica d'aventures del 1949 escrita i dirigida per Ricardo Gascón amb un guió basat en l'obra de teatre Don Joan de Serrallonga de Víctor Balaguer. Hi ha una versió anterior del 1910 però ha desaparegut. Fou estrenada el 9 de gener de 1949 al Palacio de la Música de Madrid.

## Sinopsi
A la Barcelona del segle XVII s'hi enfronten dues famílies, els Narros i els Cadells. Juan de Serrallonga veu com és assassinat el seu pare, i proscrit per la família dels Cadells, esdevé proscrit i cap de bandolers a les Guilleries. S'enfronta tant al governador Carlos de Torrellas, germà de la seva estimada Juana, com al Fadrí de Sau. Amb una quadrilla d'homes lleials lluitarà per fer justícia i recuperar l'honor del seu cognom.

## Repartiment
- Amedeo Nazzari... Don Juan de Serrallonga
- María Asquerino... Juana de Torrellas
- José Nieto... Fadrí de Sau
- Félix de Pomés... Carlos de Torrellas
- Fernando Sancho... Tallaferro
- Alfonso Estela ... Traïdor
- Domingo Rivas ... L'encaputxat de les ruïnes
- Manuel Requena... Posader

## Producció
Fou produïda per Josep Carreras Planas i Pecsa Films. Denota certa influència tant de Les aventures de Robin Hood de Michael Curtiz i William Keighley (1938) com del cinema italià d'aventures realitzat durant els anys 1940. L'argument tenia un to catalanista moderat que no fou captat per la censura.

## Premis
La pel·lícula va aconseguir un premi econòmic de 250.000 ptes, als premis del Sindicat Nacional de l'Espectacle de 1948.